# Titularbistum Tricomia
Tricomia ist ein Titularbistum der römisch-katholischen Kirche.
Es geht zurück auf ein ehemaliges Bistum in der Stadt Trikomia in der römischen Provinz Syria Palaestina bzw. Palaestina Prima, das der Kirchenprovinz Caesarea in Palaestina angehörte, dem heutigen syrischen Salchad.
| Titularbischöfe von Tricomia |                                                    | |                    |                    |
| Nr.                          | Name                                               | Amt | von                | bis                |
| 1                            | Michał Delamars                                    | Weihbischof in Kamjanez-Podilskyj (Polen-Litauen) | 20. Dezember 1723  | März 1725          |
| 2                            | Pietro Carlo Benedetti                             | Koadjutorbischof von Spoleto (Kirchenstaat) | 3. Juni 1726       | 1727               |
| 3                            | Thomas Severi                                      | | 17. März 1727      |                    |
| 4                            | Augstín González Pisador                           | Weihbischof in Toledo (Königreich Spanien) | 20. Mai 1754       | 21. Juli 1760      |
| 5                            | José Tormo Juliá                                   | Weihbischof in Valencia (Königreich Spanien) | 21. März 1763      | 1. Juni 1768       |
| 6                            | Santiago José Echaverría Nieto de Osorio y Elguera | Weihbischof in Santiago de Cuba (Vizekönigreich Neuspanien) | 16. Mai 1768       | 29. Januar 1770    |
| 7                            | Juan Manuel Moscoso y Peralta                      | Weihbischof in Arequipa (Vizekönigreich Peru) | 12. März 1770      | 17. Juni 1771      |
| 8                            | Józef Chełkowski                                   | Weihbischof in Gnesen-Posen (Königreich Preußen) | 15. April 1833     | 30. Oktober 1837   |
| 9                            | Domingo Martí OP                                   | 20. September 1834 – 5. September 1848 Apostolischer Koadjutorvikar von Ost-Tonking, 5. September 1848 – 26. August 1852 Apostolischer Vikar von Zentral-Tonking (Kaiserreich Vietnam) | 18. Mai 1847       | 26. August 1852    |
| 10                           | Heiliger Melchor García Sampedro OP                | 15. April 1853 – 20. Juli 1857 Apostolischer Koadjutorvikar von Zentral-Tonking, 20. Juli 1857 – 28. Juli 1858 Apostolischer Vikar von Zentral-Tonking (Kaiserreich Vietnam)           | 1. Dezember 1854   | 28. Juli 1858      |
| 11                           | Patrick John Ryan Titularerzbischof pro hac vice   | Koadjutorerzbischof von Saint Louis (USA) | 15. Februar 1872   | 8. Juni 1884       |
| 12                           | Adolphus Medlycott                                 | Apostolischer Vikar von Trichur (Britisch-Indien) | 13. September 1887 | 4. Mai 1918        |
| 13                           | Léon-Auguste-Marie-Joseph Durand                   | Weihbischof in Marseille (Frankreich) | 10. März 1919      | 11. Oktober 1920   |
| 14                           | Jaime Viladrich y Gaspar                           | Weihbischof in Burgos (Frankreich) | 26. Juni 1921      | 19. September 1926 |